# Sessielaag
De sessielaag, de vijfde laag in het OSI-model regelt de totstandkoming, onderhoudt en beëindigt een sessie tussen twee communicerende hosts.
Deze laag synchroniseert ook de dialoog die plaatsvindt op de presentatielaag tussen twee hosts, en onderhoudt de data-uitwisseling. Een webserver bijvoorbeeld wordt door meerdere computers tegelijkertijd benaderd, dus kunnen er veel communicatiekanalen tegelijkertijd open staan. Het is dan ook belangrijk om bij te houden welke gebruiker op welk kanaal zit. De sessielaag zorgt voor efficiënte communicatie. Problemen op de toepassingslaag en de presentatielaag worden gemeld. De sessielaag biedt onder andere Class of Service (CoS).